# Biserica de lemn din Racu

Biserica de lemn din Racu, foto: 2009

Tâmpla bisericii de lemn din Racu. Foto: 2009

Biserica de lemn din Racu este un monument istoric - cod LMI VL-II-m-B-09890 - datând din anul 1808. A fost reparată în două rânduri, în 1852 și 1934.